# Somewhere Over the Slaughterhouse
Albums de Buckethead
KFC Skin Piles
(2001) Funnel Weaver
(2002)
Somewhere Over the Slaughterhouse est le 6e album de Buckethead, sorti le 5 juin 2001 et enregistré de 2000 à 2001.

## Liste des pistes
| 1.    | Somewhere Over the Slaughterhouse (Buckethead, Harold Arlen et E.Y. Harburg) | 0:38 |
| 2.    | Help Me                                                                      | 5:12 |
| 3.    | Pin Bones and Poultry                                                        | 4:43 |
| 4.    | My Sheeetz                                                                   | 6:00 |
| 5.    | Day of the Ulcer                                                             | 7:26 |
| 6.    | You Like Headcheese?                                                         | 3:20 |
| 7.    | Burlap Curtain                                                               | 7:04 |
| 8.    | You Like This Face?                                                          | 5:16 |
| 9.    | Wires and Clips                                                              | 3:03 |
| 10.   | Knockingun                                                                   | 2:25 |
| 11.   | Conveyor Belt Blues                                                          | 1:47 |
| 46:55 |                                                                              |      |